# Têtu
Têtu är en tidskrift på franska som utkommer en gång i månaden och som riktar sig till det franskspråkiga HBTQ-samhället. Tidningen har den franska undertexten le magazine des gays et lesbiennes (svenska: magasinet för bögar och lesbiska).